# Sol nascente
 (срп. Излазеће сунце) бразилска је теленовела, продукцијске куће Реде Глобо, снимана 2016. и 2017.

## Синопсис
Марио је унук италијанских избеглица, који су дошли у Бразил бежећи од мафије. Од детињства се дружи са Алисе, коју је одгајао Јапанац Казуо Танака. Алисе одлучује да две године проведе на студијама у Јапану, а док чека да се његова пријатељица врати, Марио схвата да је заљубљуен у њу. Ипак, мораће да промени своје понашање ако жели да је освоји. Наиме, Алисе је крај себе одувек желела озбиљног, одговорног и заштитнички настројеног човека. Марио је сушта супротност томе — он је синоним за авантуру и адреналин. Ипак, понашање није једино што ће стајати на путу њиховој љубави. Ту је и Сесар, младић у кога се Алисе заљубила до ушију, али који је све само не оно што она верује да јесте. Када је Марио пољуби и тако јој открије своја осећања, Алисе одлучује да се дистанцира од њега не желећи да уништи годинма грађено пријатељство. 

## Улоге
| Глумац:             | Улога:                  |
| ------------------- | ----------------------- |
| Ђована Антонели     | Алисе Танака            |
| Бруно Гаглижазо     | Марио де Анђели         |
| Летисија Спилер     | Елена Мартинез          |
| Марсело Новаес      | Виторио де Анђели       |
| Енри Кастели        | Рафаел Мартинез         |
| Рафаел Кордозо      | Владимир Сесар          |
| Араси Балабаниан    | Ђусепина / Филомена     |
| Франциско Коуко     | Гаетано / Луиђи         |
| Луис Мело           | Казуо Танака            |
| Клаудија Оана       | Лорета Фрагосо          |
| Лаура Кордозо       | Марија / дона Сиња      |
| Марсело Фарија      | Фелипе Робледо          |
| Ђована Ланселоти    | Милена де Анђели        |
| Марсело Мело        | Тјаго де Соуза          |
| Жулијана Алвес      | Дора де Соуза           |
| Синара Леал         | Ванда                   |
| Пабло Мораис        | Нуно                    |
| Вал Пере            | Жозе Кирино             |
| Татјана Тибурсио    | Марија Франциска „Шика” |
| Ерика Жануса        | Жулија Фереира          |
| Карол Накумара      | Хироми Танака           |
| Жакелине Сато       | Јуми Танака             |
| Емилио Орсило Нето  | Дамасено                |
| Рафаел Зулу         | Жоао Амаро              |
| Марсело Фарија      | Фелипе Робледо          |
| Рената Домингез     | Ђусепе „Пепино”         |
| Нивеа Марија        | дона Мосиња             |
| Мива Јанагисава     | Миеко Танака            |
| Силвија Бандеира    | Ана Клара Пеишото       |
| Жан Пјер Ноер       | Патрик                  |
| Пауло Шун           | Хидео Танака            |
| Синара Леал         | Ванда                   |
| Марсио Киелинг      | Бернардо                |
| Ерика Жануса        | Жулија Фереира          |
| Флавија Гведез      | Кика                    |
| Ана Лима            | Паула                   |
| Марко Рибеиро       | Пјауи                   |
| Роберта Пиражибе    | Нанда                   |
| Рик Гарсија         | Песосо                  |
| Фелипе Маго         | Вагнер Насименто        |
| Лукас Супакаи       | Кауа                    |
| Памела Томе         | Патрисија „Пати”        |
| Лукас Луко          | Данијел                 |
| Еразмо Карлос       | Еразмо Карлос           |
| Маркос Фрота        | Бето                    |
| Сержио Мамберти     | дом Манфредо            |
| Малвино Салвадор    | Кристијано Дантас       |
| Габи Амаратос       | Габи Амаратос           |
| Карлос Такеси       | Нарито                  |
| Жоао Витор Оливеира | Маријано                |
| Клаудија Нето       | Пјетра                  |
| Леа Гарсија         | Лусија                  |
| Луана Шавијер       | Неиде                   |
| Маркос Тумура       | Масао                   |
| Каролина Албертаси  | Росарио Танака          |
| Пауло Веспусио      | Аргемиро                |
| Лусијана Борги      | Ногвера                 |
| Ана Паула Табалипа  | Крис                    |
| Дан Накагава        | Хироши                  |
| Фабио Јошиара       | Акира                   |
| Кика Фреире         | Сара                    |
| Марина Брандао      | Флавија                 |
| Ракел Нунес         | Аделаиде                |